# José Camón Aznar
José Camón Aznar (Saragossa, 5 d'octubre de 1898 - Madrid 14 de maig de 1979), fou un catedràtic, historiador, literat i pensador espanyol del segle xx.

## Biografia
Llicenciat en Dret per la Universitat de Saragossa, encara que mai va exercir, després d'acabar els estudis de lleis que va realitzar per imperatiu patern, començaria la llicenciatura de Filosofia i lletres. Es va doctorar en Filosofia i Lletres i va guanyar la càtedra de Teoria de la Literatura i de les Arts a la Universitat de Salamanca el 1924. Durant aquests anys a Salamanca, es va veure molt vinculat al partit Republicà Radical, i a la persona de Miguel de Unamuno, causa per la qual després del final de la Guerra Civil perdés la càtedra. Des de 1939 va impartir lliçons d'història de l'Art a la Universitat de Saragossa. El 1942, mitjançant un concurs d'oposició, va obtenir la càtedra d'Història de l'Art medieval a la Universitat de Madrid, de la Facultat de Filosofia i Lletres va arribar a ser degà i amb posterioritat Degà honorari. El mateix anys, sota l'ègida d'Eugeni d'Ors i Rovira (1881-1954) va ser un dels fundadors a Madrid de l'Acadèmia Breve de Crítica d'Art (1942-1954).
Va ser membre de nombre de les Reals Acadèmies de Belles Arts de San Fernando, de la Reial Acadèmia de la Història i de la Reial Acadèmia de Ciències Morals i Polítiques, membre d'honor de la Reial Acadèmia de Belles Arts de Saragossa i corresponent de les de Belles Arts de Lisboa, Reial Acadèmia de Belles Arts de Sant Carles de València, Sant Jordi de Barcelona, també de nombroses a Hispanoamèrica.
Director de la fundació del Museu Lázaro Galdiano. Conseller del Consell Superior d'Investigacions Científiques, president de l'Associació Nacional de Crítics d'Art, membre del Patronat del Museu del Prado, del Museu Arqueològic Nacional, del d'Art Contemporani de Madrid i de l'Alcàsser de Segòvia. Membre del comitè que havia de dirigir els estudis del Príncep Joan Carles de Borbó. Fill Predilecte de la ciutat de Saragossa.
Va dirigir la Revista d'Idees Estètiques del Consell Superior d'Investigacions Científiques i fou fundador de la publicacióGoya, del Museu Lázaro Galdiano.
La seva producció literària va ser molt copiosa. Entre les seves obres figuren Déu a Sant Pau, la novel·la El pastor Quijótiz i les tragèdies Hitler, Lutero, Ariadna, El Cid, personatge mossàrab, L'ésser en l'esperit i Filosofia de l'art.
Pel que fa a les seves publicacions d'Art i Estètica trobem: L'art des de la seva essència, L'escultor Juan d'Ancheta, L'Arquitectura plateresca, Domenico Greco, Picasso i el Cubisme, L'arquitectura i l'orfebreria al segle XVI, Pintura medieval a Espanya, Velázquez, La pintura espanyola en el Segle XVI,Miguel Ángel, La pintura espanyola en el Segle XVII, Joan de Echebarría, Berruguete, Goya. Així com innombrables articles periodístics, catàlegs d'exposicions, pròlegs d'obres literàries, filosòfiques, artístiques. Comentaris i crítiques a gairebé tots els principals artistes espanyols contemporanis, recensions de llibres, etc.
Durant tot la seva vida va anar formant una importantíssima col·lecció d'obres artístiques i literàries. Donaria tota aquest llegat al poble d'Aragó, creant-se el Museu Camón Aznar, actualment gestionat des de l'Obra Social de Ibercaja.